# Malcolm Guthrie
Malcolm Guthrie   (Hove, 10 de febrer de 1903 - Londres, 22 de novembre de 1972) és un lingüista anglès, fill d'un enginyer escocès i de mare neerlandeses. Professor de llengües bantus, conegut fonamentalment per la seva classificació de les llengües bantus (Guthrie 1971). Aquesta classificació, encara que no lliure de disputa, és encara la que més s'utilitza.
L'obra més important de Guthrie és Comparative Bantu que va aparèixer en 4 volums publicats en 1967 (volum 1), 1970 (volums 3 i 4), i 1971 (volum 2). Els 4 volums ofereixen no només una classificació genètica, sinó també una reconstrucció del Proto-Bantu com protollengua de la família de les llengües bantúes. Per a la seva reconstrucció, Guthrie va obtenir dades de 28 'llengües tests' que va recollir més o menys aleatòriament. Hi ha qui ha dit, per exemple Möhlig, que això fa la reconstrucció poc fiable, ja que les formes reconstruïdes, i en conseqüència l'arbre genètic, serien diferents si es canviés la selecció de les llengües.
Guthrie també va escriure extensivament sobre una àmplia gamma de llengües bantus com el lingala, el bemba, el mfinu i el teke. Va morir a Londres d'un atac de cor el 22 de novembre de 1972.

## Obres
- Guthrie, Malcolm (1948) The classification of the Bantu languages. London: Oxford University Press for the International African Institute.
- Guthrie, Malcolm (1967–71) Comparative Bantu: an introduction to the comparative linguistics and prehistory of the Bantu languages. 4 vols. Farnborough: Gregg Press.
- Möhlig, Wilhelm J.G. (1974) ‘Guthries Beitrag zur Bantuistik aus heutiger Sicht’, Anthropos, 71, 673-715.